# Yan Hu
Yan Hu (kinesiska: 盐湖) är en sjö i Kina. Den ligger i provinsen Qinghai, i den nordvästra delen av landet, omkring 760 kilometer väster om provinshuvudstaden Xining. Yan Hu ligger 4 439 meter över havet. Arean är 41 kvadratkilometer. Trakten runt Yan Hu är ofruktbar med lite eller ingen växtlighet. Den sträcker sig 9,4 kilometer i nord-sydlig riktning, och 13,6 kilometer i öst-västlig riktning.